# Rio Pavia
O rio Pavia é um rio de Portugal. É um dos principais afluentes do rio Dão. Nasce na área da freguesia de Mundão, concelho de Viseu, cidade que é atravessada por este rio. Desagua no rio Dão na área da freguesia de Ferreirós do Dão, concelho de Tondela. O seu principal afluente é a rio Asnes. Algo poluído, o processo da sua despoluição tem sido assunto de grande polémica no concelho de Viseu. Os moinhos existentes nas suas margens estão fortemente ligados à tradição padeira da povoação de Vildemoinhos, nomeadamente ao fabrico da Broa Trambela e à tradição das Cavalhadas de Vildemoinhos.

## Afluentes
- Rio Asnes